# Сан Мауро Форте
Сан Ма̀уро Фо̀рте (на италиански: San Mauro Forte) е село и община в Южна Италия, провинция Матера, регион Базиликата. Разположено е на 540 m надморска височина. Населението на общината е 1658 души (към 2012 г.).